# Rangataua
Rangataua est une petite localité de la région de Manawatū-Whanganui, située dans l’île du Nord de la Nouvelle-Zélande.

## Situation
Le village est localisé à l’extrémité nord à la fois du parc national de Tongariro et de la forêt d’État de Rangataua, adjacente sur les pentes sud-ouest du volcan actif, qui est le mont Ruapehu. Faisant partie de la région de Manawatū-Whanganui, la ville est située à 5 kilomètres à l’est de la ville d’Ohakune, à 75 kilomètres au nord-est de la ville de Wanganui, et à 20 kilomètres à l’ouest de celle de Waiouru.

## Population
La population de la ville était d’environ 130 résidents lors du recensement de 2013 en Nouvelle-Zélande .
La population permanente du village travaille dans la région à proximité avec aussi une population notable de saisonniers travaillant sur le domaine de ski de  Turoa (en).
Rangataua contient de nombreuses propriétés, qui sont détenues comme villas de vacances ou de simples ’baches’ ou cabanons (en), habituellement utilisées pour des séjours de ski au niveau de la station toute proche de champ de neige de Turoa (en).

## Transports
La route State Highway 49/S H 49 (en) circule immédiatement à côté du village, comme le fait la ligne de chemin de fer de la ligne principale de l’île du Nord (en), mais il n’y a pas de gare et le trafic passager doit utiliser la station du chemin de fer de Ohakune.

## Toponymie
Le nom de Rangataua vient de deux mots  Maori: Ranga – qui signifie défiler en rang, tomber dans et taua – parti de la guerre .
Rangataua était le site d’un village du peuple Māori. 

## Histoire
Au milieu du XVIIe siècle, le village fut attaqué et en conséquence détruit. 
Les survivants de l’attaque établirent un Pā sur le site, qui est à présent la ville de Ohakune.
Le feu de forêt de Raetihi (en) du 19 mars 1918 a presque entièrement détruit le village de Rangataua. 
De nombreuses maisons et la scierie furent complètement détruites . Les feux avaient déjà préalablement altéré l’état du village en janvier 1914 .

## Zones de conservation de la nature
Immédiatement à l’est du village se trouvent les 6 710 hectares de la zone de protection de la nature de Rangataua, qui est contiguë avec le World Heritage Site de l’UNESCO dans les limites du parc national de Tongariro vers le nord .
Rangataua est limité au nord par les 58 hectares de la réserve de  «Rangataua Scenic Reserve», et immédiatement au sud-est par les 77 hectares de la  «Mangaehuehu Scenic Reserve».